# Шънджоу 3
Шънджоу 3 (на китайски: 神舟三号) е третият непилотиран космически кораб Шънджоу. Всъщност, това е първият китайски космически кораб, който би могъл да бъде пилотиран и целта му беше да тества системите, необходими за поддръжка на човешкия живот в космоса. В космическия кораб имаше кукла, която симулираше жизнените функции и показатели на човешкото тяло: пулс, дишане, метаболизъм и други.
Изстрелването беше забавено няколко месеца поради промени в дизайна. Първоначално било предвидено Шънджоу 3 да бъде с нов интериор, но поради проблеми с интегрирането му бил върнат старият дизайн. Смята се, че Шънджоу 3 променил два пъти орбитата си. Първия път на 29 март в 10:15 UTC, което го поставило в орбита с параметри 330,2 км x 337,2 км. Вторият път на 31 март. И в двата случая орбитата била повдигната. Шънджоу 3 бил инжектиран в орбита с инклинация 42.40° - малко по-малко от предшествениците си Шънджоу 1 и Шънджоу 2, които летяха при инклинация 42.59°.
На борда имаше 44 експеримента. В това число камера-спектрограф, сензор за облаци, сензор за радиация, система за следене на слънчевата ултраволетова активност, детектор на атмосферния състав, детектор за плътността на атмосферата и други. На борда имаше и видео камера, която засне Земята през амбразурата на капсулата. Предварително записан женски глас беше предаден по радиото като тест на комуникационната система.
Шънджоу 3 се приземи успешно след 103 орбити. За разлика от Шънджоу 2, този път бяха публикувани снимки, като доказателството за успешното приземяване. Мисията на орбиталния модул приключи през октомври 2003, а пренавлизането и изгарянето в земната атмосфера стана на 12 ноември.
На тази мисия за първи път беше осигурена аварийна система за катапултиране.